# The Grange
Pour l’article homonyme, voir The Grange (Toronto).

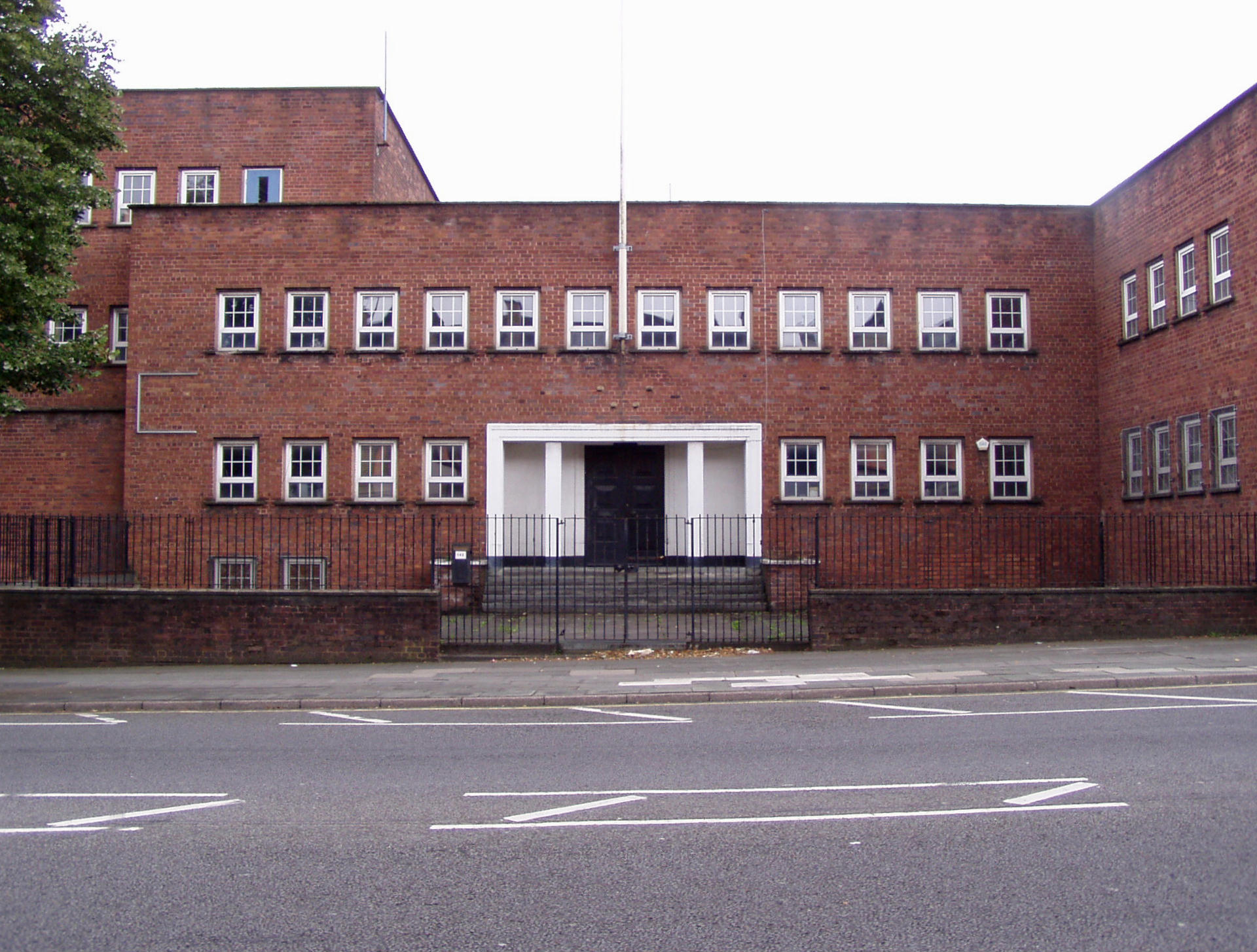

The Grange est un bâtiment situé sur la rue Edge Lane à Liverpool.
The Grange a été utilisé comme QG du 4e bataillon de parachutiste de la Territorial Army jusqu'à 1999, avec un détachement des Army Cadet Force du même régiment déplacé à Knotty Ash en 2000. Le bâtiment est alors devenu un musée en l'honneur du bataillon Liverpool Scottish jusqu'à 2008.
La partie du bâtiment en bordure de la Botanic Road est une sorte de grand hall au toit crénelé.